# Бојева глава
Бојевна глава је експлозивни део уређаја који садржи конвенционално експлозивно средство или токсични (биолошки, хемијски или нуклеарни) материјал који се испоручује ракетом, торпедом, бомбом или артиљеријским пројектилом и намењена је за директно уништавање циља.

## Општи опис
Конструктивно, бојева глава се састоји од тела, пуњења, детонатора са механизмом за активацију, а понекад садржи и уређаје за навођење. Обично се налази у предњем делу пројектила, што одређује њен назив. Као пуњење бојеве главе може се користити експлозивна материја, нуклеарни, запаљиви или хемијски материјал.
Постоје разлике у бојевим главама и то: једноделне (моноблок) и подељене (вишепуњење) бојеве главе. На ракетама кратког домета и мањег калибра користе се моноблок бојеве главе са једним пуњењем, које се најчешће не одвајају од тела ракете.
На већини балистичких и неким крстарећим ракетама, моноблок бојеве главе се одвајају од ракете и самостално се наводе на циљ, што отежава њихово откривање и пресретање.
Код неких противподморничких и противбродских ракета, бојеве главе функционишу као самонаводећа торпеда, које се лансирају из ракете, када се ракета приближи своме циљу, и тиме отежавају њихово пресретање. Овај начин омогућава да се торпеда испоруче на знатно веће удаљености него када се лансирају из торпедне цеви. Неке ракете за напад на циљеве које требају да покрију велику површину, оне су опремљене касетним бојевим главама.

## Класификација
Типови пуњења бојевих глава укључују:
- Експлозивне: Експлозивни набој се користи за разарање мете и оштећивање околних области ударним таласом.
  - Конвенционалне []: Хемикалије попут барута и јаких експлозива складиште значајну енергију у својим молекуларним везама. Ова енергија се може брзо ослободити окидачем, као што је електрична варница. Термобаричко оружје појачава ефекат експлозије користећи околну атмосферу у експлозивним реакцијама.
    - Ударна []: Јак ударни талас се ствара детонацијом експлозива.
    - Фрагментациона []: Метални фрагменти се избацују великом брзином како би проузроковали штету или повреде.
    - Континуирани шипкасти експлозив []: Металне шипке заварене на крајевима формирају компактан цилиндар међусобно повезаних шипки, које се насилно шире у непрекинути цик-цак прстен експлозивном детонацијом. Брзо ширећи прстен производи раван сечни ефекат који је разоран против војних авиона, који могу бити дизајнирани да буду отпорни на гелере.
    - Кумулативна []: Ефекат експлозивног набоја је фокусиран на посебно обликовану металну облогу како би се створио хипербрзи млаз кроз метал, са циљем пробијања тешког оклопа.
      - Експлозивно формирани пенетратор []: Уместо да се танка метална облога претвори у фокусирани млаз, детонациони талас је усмерен ка конкавној металној плочи на предњем делу бојеве главе, пропелирајући је великом брзином док је истовремено деформише у пројектил.

  - Нуклеарне: Неконтролисана нуклеарна фисија (фисиона бомба) или нуклеарна фузија (термонуклеарно оружје) изазива огромно ослобађање енергије.
- Хемијске: Токсична хемикалија, попут отровног гаса или нервног гаса, се распршује, а дизајнирана је да повреди или убије људе.
- Биолошке: Инфективни агенс, као што су споре антракса, се распршује, а дизајниран је да зарази или убије људе.

Често, хемијске и биолошке бојеве главе користе експлозивно пуњење за брзо распршивање.

## Детонатори
Експлозивне бојеве главе садрже детонаторе за покретање експлозије.
| Тип         | Дефиниција |
| ----------- | --- |
| Контактни   | Када бојева глава физички додирне мету, експлозив се детонира. Понекад је комбинован са одлагањем, како би се детонација десила одређено време након контакта.                                                                                                |
| Близински   | Користећи радар, сонар, магнетни сензор или ласер, бојева глава се детонира када је мета унутар одређеног растојања. Често је повезана са системом за контролу правца експлозије који осигурава да фрагментација буде усмерена ка мети која ју је активирала. |
| Временски   | Бојева глава се детонира након одређеног временског периода. |
| Висински    | Бојева глава детонира када достигне одређену висину, обично у ваздушном удару. |
| Даљински    | Даљински детонирана путем сигнала од оператера. (Обично се не користи за бојеве главе, осим за самоуништење.) |
| Комбиновани | Било која комбинација од горе наведених. |

## Класификација према врсти ефекта оштећења

### Ударна-кинетичка бојева глава
Ударна-кинетичка бојева глава је класа бојевих глава чија се основна функција заснива на директном поготку пројектила у циљ, што доводи до његовог уништења. Намењене су за уништавање заштићених оклопних циљева (оклопна возила, бродови), сателита и нуклеарних бојевих глава као и балистичких ракета. Ове бојеве главе се даље деле на:
- Пробојне
- Kinetičkog dejstva

#### Пробојна бојева глава
Пробојна бојева глава је намењена за уништавање циљева заштићених оклопом. Пробијање оклопа код ових пројектила постиже се искључиво чврстим телом или језгром пројектила и његовом високом брзином. У зависности од конструкцијских карактеристика, ови пројектили могу бити калибарски и подкалибарски (потоњи са одвојивим или неодвојивим стабилизатором), са шиљатим или тупим врхом, са балистичким врховима или без њих, безкоморни (једноделни) и коморни – са бојним пуњењем у задњем делу пројектила, које пружа додатни ефекат после пробијања оклопа (који може бити фрагментациони, експлозивни, запаљиви или комбинација фактора).
Врло сличне по структури са коморним пробојним бојевим главама су и пенетрационе и бетонско-пробојне бојеве главе, код којих је чврсто тело дизајнирано за пробијање препрека, док главну деструктивну функцију обавља пуњење са високобрзинским експлозивом у задњем делу тела пројектила.
Подкалибарна бојева глава нема експлозивно пуњење; њено пробојно дејство заснива се на кинетичкој енергији чврстог пројектила високе густине. Језгра се обично израђују од волфрама или осиромашеног уранијума.
Примери муниције:
- Подкалибарни пројектили:

- СССР/Русија: "Манго" 3БМ-44, "Свинец" 3БМ-48, "Лекало" 3БМ-44;
- САД: М829А1, М829А2, М829А3;
- Немачка: ДМ-33, ДМ-43, ДМ-53

- Ракете:

- САД: МГМ-166, ЛОСАТ/КЕМ

#### Бојева глава кинетичког дејства
Бојева глава намењена за уништавање високобрзинских циљева попут балистичких ракета и сателита. Конструкцијски представља кинетички пресретач са системом самонавођења и управљачким моторима. Главни фактор оштећења је висока кинетичка енергија пресретача при директном удару (брзине судара могу достићи до 10 km/s). Поред пресретача директног удара, постоје и бојеве главе типа "кишобран" (као код ракете Патриот ПАЦ-3). Принцип рада је сличан кинетичком пресретању, али се овде користи бојева глава у облику јаких шипки спојених у једној тачки (као жице кишобрана), које се сударају са циљем.
Примери муниције:
- САД: Патриот ПАЦ-3, ТХААД, РИМ-161 СМ-3, ГМД

### Запаљива бојева глава
Запаљиве бојеве главе су намењене за уништавање живе силе непријатеља, уништавања његовог наоружања и војне опреме, залиха материјалних средстава, као и за изазивање пожара у зонама борбених дејстава путем сагоревања пуњења — запаљиве смеше. Њихово дејство се заснива на ослобађању велике топлотне енергије и стварању токсичних продуката сагоревања.
Постоје следеће врсте запаљивих смеша:
- На бази нафтних деривата (напалма): Ове смесе имају температуру сагоревања од 1.000—1.200 °C (1.830—2.190 °F; 1.270—1.470 K).
- Метализоване запаљиве смеше (пирогели []): Праве се од нафтних деривата уз додатак магнезијума или алуминијума у виду опиљака. Ове смеше имају повишену температуру сагоревања, која износи од 1.600—1.800 °C (2.910—3.270 °F; 1.870—2.070 K). У смешу се могу додати и оксиданти, што омогућава да сагоревање не захтева кисеоник из ваздуха.
- Термитне смеше []: Састоје се од металних оксида, метала и оксиданта уз везивну супстанцу. Најчешће коришћене су гвожђе-алуминијум термитне смеше, које имају температуру сагоревања од око 3.000 °C (5.430 °F; 3.270 K). Сагоревају без присуства ваздуха.
- Бели фосфор и пластифицирани бели фосфор: Ове смеше сагоревају на температури од 1.200 °C (2.190 °F; 1.470 K), а током сагоревања ослобађају оштар и токсичан дим.[1]

### Фрагментациона и фрагментационо-фугасна бојева глава
Фрагментациона (енгл. fragmentation warhead) и фрагментационо-фугасна (енгл. blast fragmentation warhead) бојева глава су намењене за уништавање циљева путем високобрзинског млаза фрагмената који настају приликом детонације експлозивног пуњења. Фрагменти могу бити природног или унапред одређеног облика, а такође могу укључивати унапред припремљене убојите елементе (УУЕ). Фрагменти се крећу великим брзинама, а када се користе УУЕ, брзине могу достићи и до 2 km/s.
Као што назив имплицира, у првом случају, приликом детонације експлозива формирају се фрагменти насумичног облика, док се у другом случају користи омотач са унапред обликованим зарезима (резовима) како би се формирали фрагменти унапред одређеног облика. Први тип је типичан за артиљеријске гранате и бомбе. Код употребе УУЕ, фрагменти се унапред израђују (обично од високочврстих метала) и постављају у експлозивно пуњење. Овај тип бојевих глава се најчешће користи у ракетама.
Фрагментационо-фугасна бојева глава комбинује два типа дејства — фрагментационо и фугасно. Будући да се експлозивно пуњење увек користи за активацију фрагментационих глава, свака фрагментациона бојева глава има и фугасни ефекат и може се сматрати фрагментационо-фугасном. Не постоји строго општеприхваћена методологија за разликовање између фрагментационих и фрагментационо-фугасних бојевих глава. У различитим изворима, исти тип бојеве главе може бити назван фрагментационим или фрагментационо-фугасним. У пракси, ове бојеве главе се често називају фрагментационо-фугасним бојевим главама.
Ове бојеве главе су међу најчешће коришћеним типовима бојевих глава и примењују се за уништавање готово свих врста циљева, осим подводних, подземних и веома оклопљених циљева.
Недостаци:
- Немогућност примене против подводних, подземних и јако оклопљених циљева.
- Због релативно мале брзине фрагмената, ове бојеве главе су недовољно ефикасне против високобрзинских циљева, као што су хиперсоничне крстареће и балистичке ракете.

Примери муниције:
- Ракета ваздух-ваздух (В-В): СССР: Р-37 [], Р-98, Р-4, Р-23, Р-40.
- Ракета земља-ваздух (З-В): СССР: 9К317 "Бук-М2".

#### Високоексплозивна фрагментациона бојева глава са кружним пољем фрагментације
Како би се повећала густина фрагмената у пољу експлозије, развијена је шема бојеве главе са кружним пољем расипања фрагмената. Конструктивно, ова бојева глава је пројектована као граната конкавне структуре, на коју се постављају унапред припремљени убојити елементи (УУЕ), а унутар ње се налази експлозивно пуњење. Детонација експлозивног материјала се постиже помоћу детонатора постављених на крајевима пуњења или употребом више аксијалних детонатора. Резултат детонације је формирање поља фрагмената у облику "резног диска". Ова врста бојеве главе се често користи у ракетама типа ваздух-ваздух (П-П) и ваздух-земља (П-З) због високог коефицијента искоришћења енергије експлозивног материјала, омогућавајући да циљ буде погођен чак и при промашају, са било које стране.
Обично, маса ових бојевих глава не прелази 10% укупне масе ракете. У зависности од угла под којим фрагменти лете, постоје два типа поља: уска и широка поља фрагментације. За формирање широког поља користе се цилиндрични или бачвасти фрагменти који омогућавају ширење фрагмената на већој површини.
Предности:
- Висока густина гелера у поређењу са конвенционалним фрагментационим бојевим главама.

Недостаци:
- Густина крхотина често није довољна да ефикасно уништи циљеве мале величине, попут балистичких и крстарећих ракета.

#### Високоексплозивна фрагментациона бојева глава са аксијалним пољем фрагментације
Ова врста бојеве главе дизајнирана је тако да приликом детонације ствара поље фрагмената усмерених напред, дуж правца кретања ракете или пројектила.
Предности:
- Велика брзина судара између унапред припремљених убојитих елемената (УУЕ) и циља, нарочито када се користи против циљева који се крећу према бојевој глави (нпр. авиони на супротним курсевима), јер се брзине циља и УУЕ сабирају.
- Велика густина поља фрагмената, што повећава вероватноћу уништења циља.

Недостаци:
- Захтева високу прецизност приликом навођења, јер је мање ефикасна против циљева који изводе маневарске покрете.
- Ограничења у сусрету под различитим угловима са циљем; најефикаснија је само у сценаријима "хеад-то-хеад" (директан сусрет са циљем).
- Потреба за смештањем бојеве главе у предњи део муниције или активирањем пре експлозије како би се обезбедила максимална ефикасност.

#### Фрагментационо-фугасна бојева глава са усмереним пољем расипања фрагмената
Ова врста фрагментационо-фугасне бојеве главе дизајнирана је да повећа густину фрагмената тако што се главнина фрагмената усмерава у изабрану страну, обично у равни која је нормална на путању пројектила. Циљ ове технологије је да фрагменти буду усмерени према мети са што већом прецизношћу и густином. Постоји неколико метода за постизање овог циља:
- Ротација пројектила пре детонације бојеве главе око уздужне осе у правцу циља:

- Пројектил се ротира пре детонације како би се усмерио према циљу, омогућавајући прецизнију фрагментацију у правцу мете.

- Ротација бојеве главе пре детонације око уздужне осе:

- У овом сценарију, пројектил остаје у истом положају, док се бојева глава ротира. Ова ротација омогућава да се фрагменти усмере према мети пре него што дође до детонације.
- У прва два сценарија, бојева глава се већ користи са усмереним пољем фрагмената. Приликом детонације, поље фрагмената оријентише се према циљу. Код ротације пројектила, цео пројектил се окреће према мети пре детонације. У другој опцији, пројектил остаје у статичном положају, док се сама бојева глава ротира како би се усмерила према мети. Недостаци ових метода су сложена конструкција и релативно мала брзина ротације, јер је тешко постићи моменталну промену правца.

- Вишетачковита клизна иницијација:

- Код ове методе, више детонатора је постављено радијално у експлозивном пуњењу. Детонатор најудаљенији од мете или циља се активира први, што омогућава да се енергија усмери ка циљу. Ова метода има високу брзину реакције, али има значајан недостатак а то је релативно мала прерасподела фрагмената, што може смањити ефикасност у неким сценаријима.

- Експлозивно деформисање бојеве главе пре детонације:

- Код ове методе, унапред припремљени убојити елементи (УУЕ) монтирају се унутар омотача од гуме или дуктилног (пластичног) челика. Детонационе направе мале снаге постављају се дуж омотача. Када бојева глава прими сигнал за навођење ка циљу, детонира се пуњење најближе мети, деформишући омотач, а потом се активира главни детонатор. Затим долази до детонације главног пуњења, која формира снажан усмерени ток фрагмената према циљу.

- Сегментирана бојева глава која се отвара према мети:

- У овој методи, цилиндрично експлозивно пуњење је подељено у неколико сегмената, обично у четири квадранта. Када дође до детонације, сегменти се отварају према мети, а затим се активира главно пуњење које распршује фрагменте, тако што омогућава да фрагменти буду усмерени ка циљу. Недостатак ове методе је у томе што процес отварања захтева време, што ограничава брзину реакције и може смањити ефикасност против бржих циљева. Због ових ограничења, сегментиране бојеве главе нису нашле широку примену у савременом наоружању.

Предности:
- Повећана густина фрагмената: Усмерено поље фрагментације омогућава већу концентрацију фрагмената у одређеном правцу, чиме се повећава вероватноћа уништења циља.
- Прилагодљивост методама: Различите методе омогућавају оптимизацију фрагментације у зависности од типа циља и борбеног сценарија.

Недостаци:
- Сложеност конструкције: Методе које укључују ротацију пројектила или бојеве главе пре детонације захтевају софистициране механизме, што повећава трошкове производње и ризик од квара.
- Ограничена ефикасност против брзих циљева: Сегментиране бојеве главе и методе које захтевају отварање имају ограничења у брзини реакције, што их чини мање ефикасним против хиперсоничних и других брзих циљева.
- Мање флексибилности у прерасподели фрагмената: Код вишетачковите иницијације, прерасподела фрагмената може бити ограничена, што смањује укупну ефикасност бојеве главе.

#### Шипкаста бојева глава
Шипкаста бојева глава (енгл. high explosive continuous rod) је дизајнирана за уништавање летелица. Њена главна карактеристика је коришћење металних шипки квадратног или округлог пресека као убојити елементи. Шипке могу бити независне једна од друге или повезане (заварене) наизменично на горњим или доњим крајевима. Када дође до детонације, шипке се шире од путање ракете ка споља, при чему формирају или непрекинути прстен (када су повезане), или испрекидани прстен са преклапањем (када нису повезане). Ове шипке „секу“ оплату и структуру летелице, што доводи до њеног моменталног уништења.
Предности:
- Компактност: Шипкасте бојеве главе су знатно компактније у поређењу са фрагментационим или фрагментационо-фугасним бојевим главама. Њихова мања величина омогућава лакше постављање унутар ракета, а истовремено пружају ефикасност у уништавању летелица.
- Моментано уништење циља у ваздуху: Шипке које формирају прстен изазивају брзо и ефектно уништење циљева у ваздуху, чиме се повећава ефикасност у борбеним ситуацијама против летелица.

Недостаци:
- Ниска брзина ширења прстена: Брзина којом се прстен формира може бити релативно мала. Ако се брзина ширења повећа, прстен може пре времена да се распадне, смањујући ефикасност. То је кључан проблем код оптимизације ове технологије, јер повећана брзина често узрокује прелом шипки пре него што постигну жељени ефекат.
- Ограничен радијус оштећења: Радијус уништења код шипкастих бојевих глава је релативно мали, јер је ограничен ширењем шипки у форми прстена. Ово ограничава примену оваквих бојевих глава на циљеве који се налазе у близини ракете, чиме се смањује ефикасност у сценаријима где је циљ удаљен.
- Недовољна резна моћ против чврстих циљева: Иако су шипке ефикасне против летелица, њихов резни капацитет је често недовољан за циљеве са јаким оклопом или чврстом конструкцијом. Ове бојеве главе су примарно дизајниране за уништавање циљева са лакшим оклопом, као што су авиони, и нису оптималне против добро заштићених војних возила или структура.

Примери муниције:
- Ракета ваздух-ваздух (П-П):

- СССР: Р-27, Р-60, Р-73.
- САД: АИМ-7Ц/Е/Ф, АИМ-9Д/Г/Х.

- Ракета земља-ваздух (З-П):

- СССР: Стрела-10 (ракете 9М37 и 9М333), противваздушни ракетни комплекс Кортик (ракета 9М311К).
- САД: РИМ-24 Тартар, РИМ-66А Стандард-1МР, РИМ-67А Стандард-1ЕР.

Детаљно објашњење ове технологије:
Шипкасте бојеве главе функционишу на принципу формирања прстена од металних шипки које се брзо шире након детонације. У зависности од тога да ли су шипке повезане или не, прстен може бити континуиран или испрекидан. Континуирани прстен је посебно ефикасан јер ствара непрекидан сечиви прстен који може брзо пресећи циљеве, попут летелица, док испрекидани прстен може имати одређене празнине, али пружа сличан ефекат.
Главна примена ове технологије је у ракетама које су дизајниране за борбу против авиона, јер се летелице ослањају на релативно слабије оклопљене структуре, које су рањиве на овакав тип фрагментације. Када се шипке брзо шире и обликују прстен, пресецање структуре летелице је брзо и деструктивно, изазивајући моментално уништење.
Међутим, због мале брзине ширења прстена и ограниченог радијуса оштећења, ове бојеве главе нису ефикасне у борби против циљева са јаким оклопом или оних који захтевају дубљу пенетрацију, као што су балистичке ракете или оклопна возила. Ови фактори ограничавају примену шипкастих бојевих глава на одређене сценарије, посебно оне који укључују борбу против авиона или крстарећих ракета.

### Фугасна бојева глава
Фугасна бојева глава је врста бојеве главе која се састоји од танкозидног омота унутар којег се налази експлозивно пуњење. Њено дејство се заснива на експлозивној снази и деструктивној сили гасова који настају приликом детонације, као и на ударном таласу који се ствара у тренутку експлозије. Ова врста бојеве главе је првенствено намењена за уништавање непријатељских трупа и слабије заштићених циљева, попут грађевина и возила без оклопа.
Карактеристике и примена:
Фугасне бојеве главе имају релативно мали радијус оштећења у поређењу са другим типовима бојевих глава, као што су фрагментационе. На пример, бомба ФАБ-500, која садржи 223 kg експлозива, има радијус потпуног оштећења од око 40 метара. Због ове карактеристике, фугасне бојеве главе се најчешће користе у ваздушним бомбама, где је циљ максимално оштетити непријатељске трупе или инфраструктуру на површини.
Дејство у води:
Једна од кључних особина фугасних бојевих глава је њихова изузетна ефикасност у води. Приликом детонације у води, ствара се снажан ударни талас огромне деструктивне снаге. Због ове особине, фугасне бојеве главе се често користе у торпедима, подводним минама и дубинским бомбама, где је кључни циљ уништавање подводних циљева, као што су подморнице и бродови. Вода додатно преноси и појачава ударни талас, чинећи га изузетно опасним у подводним борбеним операцијама.
Предности:
- Разорна моћ: Фугасне бојеве главе су веома ефикасне у уништавању непријатељских трупа и структура, посебно када се користе у областима где се непријатељ налази на отвореном или у благо заштићеним објектима.
- Ефикасност у води: Приликом детонације у води, ударни талас значајно повећава своју снагу и домет, чинећи ову врсту бојеве главе идеалном за подводне борбене операције, укључујући торпеда и мине.

Недостаци:
- Ограничен радијус оштећења: Фугасне бојеве главе имају релативно мали радијус деловања у поређењу са фрагментационим бојевим главама. То значи да је њихова ефикасност ограничена на циљеве који су у непосредној близини тачке детонације.
- Мања ефикасност против добро оклопљених циљева: Због недостатка фрагмената и ослањања на ударни талас и притисак, фугасне бојеве главе нису идеалне за уништавање циљева са јаким оклопом, попут оклопних возила и бункера.

Примери муниције:
- Бомбе:

- СССР: ФАБ-50, ФАБ-100, ФАБ-250, ФАБ-500, ФАБ-1500, ФАБ-5000.
- САД: Мк.81, Мк.82, Мк.83, Мк.84.

- Торпеда:

- СССР: УРЕТ-80, УГСТ.
- САД: Марк-48.

#### Примена фугасних бојевих глава у различитим ситуацијама
У ваздушним нападима, фугасне бојеве главе се користе за стварање великог ударног таласа који може ефикасно уништити непријатељске јединице на отвореном простору, као и објекте који нису оклопљени. Иако њихова деструктивна моћ зависи од масе експлозивног пуњења, ова врста бојевих глава је мање ефикасна против циљева са јаким оклопом, где су потребни снажнији пенетратори или фрагментационе бојеве главе.
У подводним операцијама, фугасне бојеве главе су неопходне у торпедима и минама. Вода појачава ударни талас, чиме ова врста бојевих глава постаје изузетно разорна против подводних објеката, као што су бродови и подморнице. Ударна сила таласа може оштетити труп брода, пробити резервоаре горива или муниције, или изазвати структурална оштећења која доводе до потапања.

### Кумулативна бојева глава
Кумулативна бојева глава (енгл. Shaped charge warhead) је врста бојеве главе чије је основно дејство засновано на кумулативном ефекту. Овај ефекат се користи за пробијање јаких препрека као што су оклопни материјали или бетон. Приликом детонације формира се усмерени млаз метала или ударно језгро, које се великом брзином (чак до 10 km/s) усмерава ка циљу. Ове бојеве главе су посебно ефикасне за уништавање циљева који су заштићени дебелим оклопом, као што су тенкови, бункери или друге фортификације (ДОТ-ови).
Кумулативни млаз, који настаје приликом експлозије, продире кроз препреку и ствара зону високог притиска и температуре иза препреке, чиме уништава опрему и посаду унутар циља.
Предности:
- Ефикасност пробијања: Кумулативне бојеве главе су веома ефикасне јер омогућавају да се, уз релативно малу тежину бојеве главе, пробије значајна дебљина оклопа или бетона. Ова карактеристика је кључна за употребу против тенкова и других оклопљених циљева.
- Флексибилност примене: Ове бојеве главе се могу примењивати у различитим сценаријима, од противтенковских вођених пројектила (ПТРК) до ракета земља-земља и ваздух-земља, посебно у контексту савремених војних сукоба где је важно пробити добро заштићене циљеве.

Недостаци:
- Зависност од угла удара: Учинковитост кумулативног млаза знатно зависи од угла под којим бојева глава удара у циљ. Ако је ugao удара већи од 30 степени у односу на нормалу (правоугли сусрет са циљем), постоји велика могућност да се кумулативни млаз одбије од препреке, смањујући ефикасност напада.
- Забрана ротације пројектила: Да би се осигурало правилно формирање кумулативног млаза, пројектили са кумулативним бојевим главама не смеју да се ротирају око своје осе. Ротација може негативно утицати на формирање млаза и смањити његову продорну моћ.
- Ограничена употреба против циљева са великим унутрашњим простором: Кумулативни млаз је ефикасан само против циљева са ограниченим унутрашњим волуменом, као што су тенкови, бункери и сличне структуре. Када је циљ отвореног типа или има велики унутрашњи простор (попут бродова), убојити ефекат кумулативне бојеве главе је значајно смањен. Због тога се ове бојеве главе не користе против великих циљева попут бродова или великих зграда.

#### Механизам дејства кумулативне бојеве главе
- Детонација: Када дође до детонације, експлозивно пуњење ствара снажан притисак који сабија метални облог (обично бакар, челик или други метали) унутар бојеве главе. Због специфичног облика бојеве главе (конусно или сферно обликована), експлозив усмерава сав притисак на једну фокусирану тачку.
- Формирање кумулативног млаза: Притисак експлозива узрокује да метални облог обликује танак, брзи млаз метала који се усмерава ка циљу. Овај млаз се креће огромном брзином (до 10 km/s) и продире кроз препреку, стварајући мали отвор на површини, али дубоко продире у унутрашњост циља.
- Пробијање препреке: Након што млаз пробије препреку, ствара се високи притисак и температура у унутрашњости циља, што уништава опрему, структуру, па и посаду унутар возила или бункера.

Примери муниције:
- Противтенковски вођени пројектили (ПТРК):

- СССР: Маљутка (ПТРК 9М14), 2К8 Фаланга.
- САД: БГМ-71 ТОW.

- Ракете ваздух-земља (П-З):

- САД: Маверицк АГМ-65А/Б/Д.

#### Примена кумулативних бојевих глава
Кумулативне бојеве главе су нашле широку примену у противтенковским пројектилима и ракетним системима, где су кључне за пробијање јаких оклопа модерних тенкова и других борбених возила. Осим тога, користе се и у ракетама за уништавање бункера и других утврђених циљева, где је потребно пробити дебеле бетонске или челичне препреке.
Један од најпознатијих примера употребе кумулативних бојевих глава је код противтенковских система као што су "Маљутка" и "Фаланга" у совјетској војној технологији, као и амерички БГМ-71 ТОW систем, који је постао синоним за ефикасан противтенковски пројектил. Ове бојеве главе су такође често уграђене у ракете ваздух-земља, као што је АГМ-65 Маверик, која омогућава прецизне ударе на оклопљене циљеве са ваздушних платформи.

### Тандемна кумулативна бојева глава
Тандемна кумулативна бојева глава је напредна верзија кумулативне бојеве главе, развијена за превазилажење ограничења конвенционалних кумулативних бојевих глава и борбу против модерних заштитних система оклопних возила, као што су комбиновано оклопљавање и динамичка заштита.
Кумулативне бојеве главе су врло ефикасне у уништавању оклопних циљева захваљујући кумулативном ефекту, при чему се формира усмерени млаз метала који пробија оклоп. Међутим, конвенционалне кумулативне бојеве главе имају два главна ограничења:
- Ограничена пробојна моћ: Пробојност кумулативног млаза зависи од његове дужине, која је директно повезана са пречником експлозивног пуњења. Уобичајено је да пробојност кумулативних бојевих глава варира од 1,5 до 4 пута пречника пуњења, што значи да стандардне кумулативне бојеве главе пробијају између 500 и 600 mm оклопа.
- Развој заштите против кумулативних бојевих глава: Откако су кумулативне бојеве главе постале уобичајене, почеле су се развијати методе заштите против њих. Главне методе заштите укључују:

- Комбиновано оклопљавање: Две слојевите оклопне плоче између којих се налази материјал отпоран на високе температуре. Ова структура утиче на кумулативни млаз тако што га узнемирава и распршује на већој удаљености од главне оклопне плоче.
- Динамичка заштита: Ова технологија користи експлозивне модуле причвршћене на спољашњу страну оклопа возила, који, приликом удара кумулативног млаза, експлодирају и одбацују металну плочу која уништава или слаби млаз.

#### Решење — тандемна кумулативна бојева глава
Како би се одговорило на ове изазове, развијена је тандемна кумулативна бојева глава. Тандемна бојева глава се састоји од две кумулативне бојеве главе постављене једна иза друге. Ова технологија омогућава формирање два узастопна кумулативна млаза, што значајно повећава пробојну моћ и омогућава превазилажење динамичке заштите.
- Прва бојева глава (предња бојева глава) служи за активирање динамичке заштите и оштећивање комбинованог оклопа. Када прва бојева глава детонира, она уништава или активира заштиту возила, ослабљујући ефикасност противничког оклопа.
- Друга бојева глава (главна бојева глава) детонира непосредно након прве и ствара нови кумулативни млаз који пробија остатак оклопа. Како је динамичка заштита већ активирана првим ударом, друга бојева глава није ометена и може слободно пробити главни оклоп возила. Ова комбинација омогућава тандемним бојевим главама да пробију оклоп дебљине од 1200 до 1500 mm.

Предности тандемне кумулативне бојеве главе:
- Већа пробојна моћ: Тандемне бојеве главе омогућавају знатно повећање пробојне моћи у поређењу са конвенционалним кумулативним бојевим главама. То је посебно важно када се суочавају са циљевима који користе модерну динамичку заштиту и слојевито оклопљавање.
- Ефикасност против динамичке заштите: Динамичка заштита је дизајнирана да уништи или ослаби кумулативни млаз конвенционалних бојевих глава. Међутим, тандемна бојева глава, захваљујући двоструком ефекту, може неутралисати ову заштиту — прва детонација активира заштиту, док друга остварује пробој без значајног губитка пробојне моћи.
- Смањен пречник пуњења: Захваљујући тандемној конфигурацији, потребна количина експлозива се може смањити, а тиме и величина бојеве главе, без губитка пробојне моћи. Ово омогућава употребу тандемних бојевих глава у разним пројектилима, укључујући мање и лакше системе.

Недостаци:
- Сложеност конструкције: Тандемне бојеве главе су конструкцијски сложеније од стандардних кумулативних бојевих глава. Због тога су теже за производњу и одржавање, а самим тим и скупље.
- Зависност од правилне секвенцијалне детонације: Ефикасност тандемне бојеве главе зависи од тачне секвенцијалне детонације обе бојеве главе. Ако прва бојева глава не детонира правилно или ако динамика секвенцијалне експлозије није оптимална, друга бојева глава неће остварити пун пробојни ефекат.

Примери муниције:
- Противтенковски вођени пројектили (ПТРК):

- СССР: Рефлеx (ПТРК), 9М120 Атака-В.
- САД: БГМ-71Д/Ф ТОW-2, АГМ-114Ф/К/Л Хеллфире, ФГМ-148 Јавелин.

#### Примена тандемних кумулативних бојевих глава
Тандемне кумулативне бојеве главе се углавном користе у противтенковским вођеним пројектилима и ракетним системима дизајнираним за борбу против добро оклопљених возила, попут модерних тенкова који користе напредне системе заштите. Ова врста бојевих глава се показала посебно ефикасном у борбеним условима где непријатељска возила користе комбиновани оклоп и динамичку заштиту.
Противтенковски вођени систем "Рефлеx" и 9М120 Атака-В из совјетског арсенала, као и амерички БГМ-71 ТОW-2 и ФГМ-148 Џавелин, користе тандемне бојеве главе управо због њихове способности да пробију савремене оклопне заштите. Такође, ракете ваздух-земља, као што је АГМ-114 Хеллфире, користе тандемне бојеве главе за уништавање оклопљених циљева из ваздуха.

### Нуклеарна бојева глава
Нуклеарна бојева глава подразумева бојеву главу која користи нуклеарни експлозивни набој. Ове бојеве главе обухватају све типове нуклеарних пуњења, укључујући:
- Атонске бојеве главе (које користе уранијум или плутонијум за нуклеарну фисију).
- Термонуклеарне бојеве главе (које користе фузију у комбинацији са фисијом).
- Специјализоване типове попут неутронских и рендгенских бојевих глава.

Нуклеарне бојеве главе се сматрају једним од најразорнијих оружја које постоји и користе се у оквиру доктрине стратешког одвраћања. Њихова примена је строго регулисана због масовног уништења које узрокују и дуготрајног ефекта радиоактивног загађења.

#### Основни деструктивни ефекти нуклеарних бојевих глава
- Ударни талас: Настаје као резултат огромног притиска изазваног нуклеарном експлозијом. Талас разара све у својој околини, укључујући грађевине, возила и инфраструктуру.
- Светлосно зрачење: Интензивна светлосна енергија коју емитује експлозија изазива тренутне опекотине код свих изложених објеката и може запалити широке површине.
- Јонизујуће зрачење: Краткотрајно, али изузетно снажно зрачење које може изазвати смрт и озбиљне повреде код свих живих бића у зони експлозије.
- Електромагнетни импулс (ЕМП): Нуклеарне експлозије стварају снажан ЕМП који може уништити електронске уређаје и комуникационе системе на великим удаљеностима од тачке експлозије.
- Радиоактивно загађење: Ослобађање радиоактивних честица у атмосферу изазива дуготрајно загађење, које може проузроковати штетне ефекте на здравље становништва и околину, дугорочно изазивајући болести попут канцера.

#### Врсте нуклеарних бојевих глава
- Атонске бојеве главе користе се за нуклеарну фисију, при чему се атоми уранијума или плутонијума цепају, ослобађајући огромне количине енергије. Ова врста бојевих глава се користи у примарним експлозивима нуклеарних пројектила.
- Термонуклеарне бојеве главе, познате и као водоничне бомбе, користе процес нуклеарне фузије у којем се тешки изотопи водоника (деутеријум и трицијум) спајају, ослобађајући још већу количину енергије у односу на атомске бојеве главе. Термонуклеарне бојеве главе могу имати разорне силе стотине пута веће од фисијских бомби.
- Неутронске бојеве главе су специјална верзија нуклеарног оружја која је дизајнирана да максимално повећа ефекат јонизујућег зрачења, при чему се зрачење користи за уништавање живе силе без изазивања већих физичких разарања инфраструктуре.

#### Примена и употреба
Нуклеарне бојеве главе се могу користити против широког спектра циљева, укључујући војне базе, градове, индустријске центре, подземна складишта и ракетне базе. Њихова деструктивна моћ чини их кључним елементом стратешких нуклеарних снага, где се користе као средства одвраћања и претње у оквиру војне доктрине многих земаља.
Нуклеарне бојеве главе су развијене за широк спектар ракетних система, укључујући интерконтиненталне балистичке ракете (ИЦБМ), крстареће ракете, балистичке ракете средњег домета и ракете лансиране из подморница (СЛБМ).
Због њихове снаге, употреба нуклеарних бојевих глава је ограничена на стратешке ракете и пројектиле. Међутим, постоје и мања нуклеарна пуњења који се могу користити против тактичких циљева, као што су непријатељске војне базе или концентрације трупа.

#### Специфичне карактеристике интерконтиненталних балистичких ракета (ИЦБМ)
ИЦБМ-ови су нуклеарне ракете које имају домет довољно велик да погађају циљеве на удаљености већој од 5.500 km. Када се лансирају, ове ракете излазе из атмосфере и крећу се кроз свемир брзином до прве космичке брзине (око 6,8 km/s). Њихова путања је балистичка, а при поновном уласку у атмосферу ракете значајно успоравају, достижући брзине од око 300 m/s пре него што погоде циљ на висинама од 10–20 km.

#### Предности и недостаци нуклеарних бојевих глава
Предности:
- Огромна деструктивна моћ: Нуклеарне бојеве главе су најразорније оружје које човек поседује, способне да униште читаве градове и војне базе у једном удару.
- Одвраћање: Нуклеарно оружје игра кључну улогу у одвраћању сукоба. Претња употребом нуклеарног оружја присиљава земље да размисле пре него што покрену сукобе, због страшних последица које нуклеарни рат може изазвати.

Недостаци:
- Радиоактивно загађење: Нуклеарне бојеве главе ослобађају огромне количине радиоактивних честица, које могу изазвати дуготрајно загађење животне средине и озбиљно угрозити здравље људи, биљака и животиња. Радиоактивност може трајати годинама или деценијама након експлозије.
- Неконтролисана деструкција: Нуклеарно оружје не прави разлику између војних и цивилних циљева, што га чини опасним за цивиле и цивилну инфраструктуру. Његова употреба може довести до катастрофалних хуманитарних последица.
- Геополитички ризик: Коришћење нуклеарног оружја носи ризик од ескалације сукоба у глобални нуклеарни рат, што би могло уништити човечанство.

#### Примери нуклеарног наоружања
- ИЦБМ (Интерконтиненталне балистичке ракете):

- СССР: УР-100Н, МР УР-100, Р-36М, РТ-23УТТХ, РС-24.
- САД: ЛГМ-25Ц Титан II, ЛГМ-30Г Минутеман-III, ЛГМ-118А Пеацекеепер (МX).

- СЛБМ (Балистичке ракете лансиране из подморница):

- СССР: Р-39, Р-29РМ, Р-29РМУ2, Р-30 Булава.
- САД: УГМ-73А Посеидон Ц3, УГМ-96А Тридент И Ц4, УГМ-133А Тридент II (Д5).

- Крстареће ракете:

- САД: АГМ-69 СРАМ, АГМ-86 АЛЦМ, РГМ/УГМ-109А Томахаwк, АГМ-129 АЦМ.

- Тактичке балистичке ракете:

- САД: ПГМ-11 Редстоне, МГМ-29 Сергеант, МГМ-31 Персхинг-1, МГМ-52 Ланце.

- Противваздушне, противракетне и ракете ваздух-земља:

- САД: РИМ-8 Талос, ЦИМ-10 Бомарц, МИМ-14 Нике-Херцулес, АИМ-26 Фалцон, УУМ-44 Суброц, АГМ-48 Скyболт, ЛИМ-49 Нике Зеус/Спартан, АГМ-62 Wаллеyе.

### Tермобарична бојева глава
Термобаричне бојеве главе представљају један од најразорнијих типова ненуклеарног оружја. Њихова основна убојита снага долази од стварања ударне експлозије настале приликом детонације претходно формираног облака аеросола, што је слично експлозији кућног гаса. Ударни талас који се генерише овом методом може бити 5-8 пута јачи од ударног таласа стандардног експлозива исте масе.

#### Механизам дејства
- Формирање облака аеросола: Када се бојева глава спусти на циљ, најчешће помоћу падобрана, ослобађа се експлозивни аеросол помоћу почетног избаченог пуњења. Аеросол обично садржи течно гориво или прашкасти експлозив који се распршује у атмосферу.
- Детонација облака: Након што се облак формира, бојева глава детонира. То доводи до запаљивања смеше горива и ваздуха, што изазива велику експлозију. Енергија експлозије ствара огроман ударни талас и интензивну топлоту, што има разарајући ефекат на све у близини.
- Екстремни притисак: Сила ударног таласа и створеног притиска је толико велика да може уништити непријатељску живу силу, лагано оклопљене циљеве и инфраструктуру у зони експлозије. Топлотна енергија додатно појачава деструктивне ефекте, изазивајући тренутну дезинтеграцију структура и сагоревање унутар циља.

Термобаричне бојеве главе су посебно ефикасне у затвореним просторима, попут бункера, зграда и пећина, јер експлозивни облак може продрети у унутрашњост пре детонације, чиме ствара додатно оштећење унутар објеката.
Предности:
- Веома снажан ударни талас: Ударни талас термобаричних бојевих глава је много јачи од оног код стандардних експлозива, што их чини веома ефикасним против отворених и слабо заштићених циљева. Приликом детонације, енергија експлозије шири се по великом подручју, узрокујући разарање структура и оштећење непријатељске живе силе.
- Ефикасност у затвореним просторима: Термобаричне бојеве главе су посебно деструктивне у затвореним просторима, попут тунела, бункера или зграда, јер облак аеросола може испунити простор пре детонације, чиме се повећава разорна моћ ударног таласа унутар објекта.

Недостаци:
- Ограничена употреба против брзих мобилних циљева: Због времена потребног за формирање и детонацију облака аеросола, термобаричне бојеве главе нису ефикасне против брзо покретних циљева, као што су возила, оклопна возила или летелице. Експлозија је најефикаснија против статичних или спорих циљева.
- Ограничена ефикасност против добро заштићених циљева: Термобаричне бојеве главе су, попут фугасних, најефикасније против слабо оклопљених или незаштићених циљева. Против циљева са снажним оклопом или у подземним објектима, ударни талас не може да изазове довољно оштећења.
- Ниска брзина експлозије (бризантност): За разлику од класичних експлозива, термобаричне бојеве главе не детонирају експлозивном снагом већ сагоревају смешу горива и ваздуха. Ово значи да објекти нису директно уништени експлозијом, већ су претежно одбачени или оштећени ударним таласом. Ово може ограничити ефикасност против чврстих циљева.
- Зависност од спољашњих услова: Термобаричне бојеве главе се ослањају на присуство атмосферског кисеоника да би изазвале експлозију. То значи да нису ефикасне у води, вакууму или подземним просторима где нема довољно кисеоника. Такође, временски фактори, као што су киша и јак ветар, могу смањити ефикасност термобаричне бојеве главе јер распршени облак може бити разбијен пре детонације.
- Немогућност израде мањих калибара: Због природе формирања облака и потреба за већим количинама горива, термобаричне бојеве главе не могу бити произведене у малим калибрима. То их чини неприкладним за муницију мањих димензија или за лакше пешадијско наоружање.[1]

#### Примери муниције
Термобаричне бојеве главе се користе у различитим врстама муниције, посебно у авијацији, артиљерији и ракетним системима.
- Руска муниција: Русија је позната по развоју великог броја термобаричних оружја, укључујући и муницију за ручне бацаче ракета попут РПО-А Шмељ, али и теже системе попут ТОС-1А (систем бацача ракета).
- САД: Амерички оружани системи, попут авио-бомби БЛУ-118/Б, користе термобаричне бојеве главе за уништавање бункера и других утврђења.

#### Недостатак употребе у лошим временским условима
Термобаричне бојеве главе су осетљиве на спољне услове. На пример, током јаких ветрова или кише, распршена смеша горива и ваздуха може се разбити или развлачити пре детонације, чиме се значајно смањује деструктивна моћ експлозије. Због тога, употреба термобаричних бојевих глава у неповољним временским условима може бити неефикасна.

### Касетна бојева глава
Касетна бојева глава је врста бојеве главе која функционише као контејнер испуњен мањим бојевим јединицама, познатим као суббојеве јединице или касетни елементи. Ови суббојеви елементи су обично мањи фрагментациони експлозиви, али могу бити различитих типова, укључујући запаљиве, кумулативне, хемијске или противоклопне подмуниције. Њихова маса је обично релативно мала и не прелази 10 kg по комаду.

#### Механизам рада касетне бојеве главе
Касетна бојева глава функционише тако што се, по доласку на циљ, активира дистанчни упаљач који детонира пуњење унутар контејнера, што узрокује отвара контејнер и врши распршивање суббојевих јединица изнад циљаног подручја. Ови суббојеви елементи затим детонирају или се активирају по доласку на тло, уништавајући све циљеве у широкој зони.
Ова врста бојеве главе се користи за нападе на веће циљеве, као што су непријатељске трупе, возила, инфраструктура и војна опрема, и пружа могућност напада на веће површине, покривајући већи радијус у поређењу са конвенционалним бојевим главама.

#### Основне карактеристике касетних бојевих глава
- Фрагментациона муниција: Најчешћи тип суббојевих елемената су фрагментациони експлозиви. Када се суббојеви елементи распрше и детонирају, ослобађају фрагменте велике брзине који уништавају непријатељску живу силу и лагано оклопљену технику.
- Кумулативна и противоклопна муниција: Неке касетне бојеве главе садрже кумулативне суббојеве јединице које су дизајниране за уништавање оклопљених возила и бункера.
- Запаљива муниција: Суббојеви елементи могу бити запаљиви, дизајнирани за изазивање пожара на циљаном подручју, што је посебно корисно у нападима на складишта горива, залихе муниције и друге инфламабилне циљеве.
- Хемијско оружје: У неким случајевима, касетне бојеве главе могу носити суббојеве јединице са хемијским оружјем, као што су отровни гасови. На пример, ракета МГР-1 је коришћена са бојевом главом која је садржала контејнере напуњене нервним агенсом сарином.

Предности:
- Широк радијус дејства: Касетне бојеве главе омогућавају напад на велику површину једним ударом. Ова карактеристика је корисна када је циљ непријатељска војска на отвореном простору или колоне возила, јер суббојеви елементи могу покрити велики број циљева одједном.
- Вишеструке врсте суббојевих јединица: Касетне бојеве главе могу носити комбинацију различитих типова суббојевих елемената, што омогућава истовремено уништавање различитих циљева, од непријатељских војника до оклопних возила.
- Флексибилност примене: Касетне бојеве главе се могу користити у различитим борбеним сценаријима, укључујући нападе из авиона, балистичке ракете, артиљеријске гранате, па чак и ракете лансиране са подморница или бродова.

Недостаци:
- Неексплодирани суббојеви елементи: Један од главних проблема касетних бојевих глава је то што често не детонирају сви суббојеви елементи по распршивању. Ови неексплодирани суббојеви елементи могу остати на тлу као неексплодирана убојита средства (НУС), представљајући дуготрајну опасност за цивиле и војнике, чак и дуго након завршетка борбених дејстава.
- Ограничена прецизност: Иако касетне бојеве главе могу покрити велику површину, њихова прецизност је често ограничена. Због природе распршивања суббојевих елемената, могуће је да се ударе и подручја која нису примарни циљеви, што може изазвати колатералне штете.
- Контроверза због хуманитарног аспекта: Употреба касетних бојевих глава је контроверзна због потенцијалне опасности коју представљају за цивиле, нарочито због неексплодираних суббојевих елемената. Због овога, многе земље су потписале Конвенцију о касетној муницији (ЦЦМ), која забрањује употребу, производњу и складиштење касетних бојевих глава.

#### Примери касетне муниције
- Балистичке ракете земља-земља (З-З):

- СССР: Точка, Искандер.
- САД: МГМ-52 Ланце.

- Ракета ваздух-земља (П-З):

- САД: АГМ-12Е Буллпуп.

Неки од ових система, као што су совјетске ракете Точка и Искандер, користе касетне бојеве главе са суббојевим елементима дизајнираним за уништавање непријатељске војне опреме и трупа на великом подручју.

### Хемијска бојева глава
Хемијска бојева глава је дизајнирана да носи и распрши токсичне супстанце чији је циљ уништење непријатељске живе силе и оштећење природне средине. У хемијским бојевим главама као пуњење користе се отровне супстанце, као што су нервни гасови, отрови или друге хемикалије. Ове бојеве главе функционишу тако што, након детонације, распршују отровне материјале по великим површинама, изазивајући масовне губитке код непријатеља.

#### Карактеристике
- Утицај на живу силу: Главна сврха хемијских бојевих глава је изазивање масовних губитака код непријатељских трупа путем токсичних хемикалија које изазивају озбиљне повреде или смрт. Хемијско оружје може изазвати гушење, опекотине, неуролошке ефекте, или друге облике тешких повреда.
- Широка примена: Хемијске бојеве главе се могу користити против непријатељских трупа, али и за контаминацију подручја, загађујући воду и природне ресурсе.
- Врсте хемикалија: Користе се различите врсте хемикалија, укључујући нервне агенсе попут сарина, бојних отрова и различитих индустријских хемикалија које су модификоване за војну употребу.

### Комбиноване бојеве главе

#### Фугасно-кумулативна бојева глава
Фугасно-кумулативна бојева глава комбинује два главна ефекта — фугасни ефекат (разорни ударни талас експлозива) и кумулативни ефекат (усмерени експлозивни млаз намењен за пробијање оклопа). Овај тип бојеве главе је посебно ефикасан у противбродским ракетама, где је потребно уништити оклопљене циљеве попут бродова и великих инфраструктурних објеката. Велика маса бојеве главе (500–1000 кг) омогућава снажан фугасни ефекат, док кумулативни део омогућава пробијање оклопа.

#### Карактеристике
- Фугасни ефекат: Користи се за изазивање разорног ударног таласа који уништава структуре и технику непријатеља.
- Кумулативни ефекат: Фокусиран експлозивни млаз омогућава пробој дебелог оклопа, чинећи ову бојеву главу ефикасном против оклопљених циљева.
- Примена: Овај тип бојеве главе се користи углавном у противбродским ракетама које су намењене уништавању великих бродова и инфраструктуре.

Примери муниције:
- Ваздух-земља ракете (П-З):

- СССР: КС-10С, Х-15С, Х-22

- Земља-земља ракете (З-З):

- СССР: П-15, П-6, П-35, П-70 Аметист

#### Фрагментационо-кумулативна бојева глава
Фрагментационо-кумулативна бојева глава комбинује два ефекта — фрагментациони (ширење фрагмената након експлозије) и кумулативни (пробој оклопа). Ове бојеве главе се често користе за уништавање непријатељске живе силе, лагано оклопљених возила и летелица. Могу имати различите типове активације, укључујући:
- Вишекумулативне бојеве главе које користе кумулативне удубљења на боку, стварајући вишеструке кумулативне млазове за повећану пробојну снагу.
- Бојеве главе са двоструком функцијом: Омогућавају комбиновану активацију фрагментационог и кумулативног ефекта, зависно од врсте циља.

##### Карактеристике
- Фрагментациони ефекат: Фрагменте ослобађа експлозија, стварајући удар на непријатељску живе силу и возила.
- Кумулативни ефекат: Фокусиран млаз омогућава пробој оклопа и уништавање возила или бункера.

Примери муниције:
- Вишекумулативне бојеве главе:

- (СССР): ПЗРК Стрела-2,

- (Немачка/Француска): ракета Роланд.

- Бојеве главе са двоструком функцијом:

- (СССР): НКР-С Ц-8, 9К121 Вихор,
- (САД): М712 Цопперхеад.

#### Пенетрациона или пробојна бојева глава
Пенетрациона бојева глава је дизајнирана за уништавање циљева заштићених дебелим оклопом, бетоном или закопаним у земљи. Ове бојеве главе имају ојачани челични омотач који им омогућава да продру кроз препреку пре детонације експлозива. Постоје три главне врсте пенетрационих бојевих глава:
- Полуоклопна бојева глава: Намењена за уништавање бродова.
- Бојева глава - Пенетратор: Дизајниран за уништавање подземних бункера и склоништа.
- Бетон пробијајућа бомба: Неконтролисана бомба са падобраном, која је дизајнирана за уништавање писта и бетонских структура.

##### Карактеристике
- Пробојност: Пенетрациона бојева глава је дизајнирана да продре кроз дебеле препреке као што су оклоп или бетон, а затим детонира унутар циља, чиме изазива максималну штету.
- Разноврсна примена: Ове бојеве главе се користе против различитих врста циљева, укључујући подземне бункере, закопане објекте и утврђене структуре.

Примери муниције:
- Полуоклопне бојеве главе:

- (СССР): 3М-80 Москит, П-500 Базалт, П-700 Гранит;
- (САД): РГМ-84 Томахаwк.

- Пенетратори:

- (САД): ГБУ-28 и ГБУ-37; АГМ-86Д ЦАЛЦМ Блоцк II.

## Класификација бојевих глава балистичких ракета
Балистичке ракете користе се као средства за испоруку различитих врста бојевих глава, укључујући нуклеарне, касетне, фрагментационо-фугасне, хемијске или биолошке бојеве главе. Ове бојеве главе су смештене у главном делу ракете. На основу броја бојевих глава које ракета може да испоручи и начина на који су повезане са ракетом, балистичке ракете имају следеће типове главних делова:

### Неодвојива бојева глава
На првим једностепеним балистичким ракетама, попут В-2 и њених клонова, главна бојева глава није била одвојива од ракете. Дакле, заједно са бојевом главом на циљ је падала и цела ракета. Овај једноставни дизајн се и данас користи код модерних балистичких ракета кратког домета.
Предности:
- Једноставност конструкције: Због једноставније механике и конструкције, овакве ракете су лакше за израду.
- Могућност управљања: Присуство аеродинамичних управљача омогућава контролисани лет ракете на завршном делу путање.

Недостаци:
- Подложност атмосферском заносу: Ракета је склона атмосферским заношењима, што смањује прецизност. Због тога је потребно управљати ракетом на завршном делу путање.
- Рањивост на противракетну одбрану (ПРО): Велико тело ракете представља лако видљиву мету за системе противракетне одбране.

Примери муниције:
- Немачка: В-2.
- СССР: Р-11 (Сцуд), Точка, Искандер.

### Одвојива бојева глава
Код овог типа бојеве главе, главни део се одваја од ракете на крају активне фазе лета. Одвајање се врши помоћу пиротехничких вијака или посебних експлозивних пуњења. Главна бојева глава садржи систем за управљање и навођење, као и саму бојеву главу у форми бојног блока.

#### Бојни блок (РВ)
Бојни блок је одвојиви део балистичке ракете, дизајниран да испоручи бојеву главу до циља. Бојни блок се састоји од кућишта, бојеве главе и система који омогућавају његову функционалност током лансирања, лета и након одвајања од ракете, како би се бојева глава детонирала у тачно предвиђеној тачки на путањи.
Код бојевих блокова стратешких ракета обично се користи бојева глава са термонуклеарним пуњењем. Труп бојног блока одређује његову аеродинамичку форму и намењен је за смештај и заштиту од спољашњих утицаја током складиштења и борбене употребе. Састоји се од чврсте конструкције, топлотне заштите (обично аблативне) или мултифункционалног премаза, као и уређаја који обезбеђују одговарајућу гасну средину унутар бојног блока. Чврста конструкција блока подноси главне механичке силе током земаљске експлоатације и борбене употребе.

##### Карактеристике бојног блока
- Кућиште: Омогућава аеродинамичну форму и заштиту од спољашњих утицаја током складиштења и употребе.
- Топлотна заштита: Кућиште је прекривено слојем топлотне заштите, најчешће аблационим материјалом, који штити бојеву главу приликом поновног уласка у атмосферу.
- Структура: Састоји се од носиве структуре, ојачања, решетки, дна и других елемената који апсорбују механичка оптерећења током лета и удара.

##### Бојеви блокови се класификују на основу
- Врсте бојевих глава: нуклеарне, конвенционалне или друге.
- Управљивост: неконтролисани и управљиви бојеви блокови.
- Специјални бојеви блокови: пенетрациони бојеви блокови, блокови за уништавање противракетних радара, блокови са побољшаном отпорности на оружане нападе и космички бојеви блокови.

Према споразуму СТАРТ II, ови бојеви блокови се називају бојеве главе.

#### Маневарски бојни блок (МаРВ)
Маневарски бојни блокови су развијени како би се побољшала прецизност и повећале шансе за пробој кроз противракетну одбрану (ПРО). Ови блокови могу маневрисати током атмосферске фазе лета, скрећући са своје балистичке путање. Опремљени су управљачким механизмима и сопственим системима за навођење. Маневрисање се постиже употребом попречних мотора или аеродинамичких управљача — крилаца, биконичног трупа, способног да се савија итд. За повећање прецизности, у маневришућим бојним блоковима може се користити систем самонавођења.
Велики развој ових блокова је заустављен због ступања на снагу споразума о ограничењу наоружања, престанком Хладног рата и распада СССР-а. Међутим, са обновом америчких радова на ПРО системима, званичници Руске Федерације су најавили наставак развоја ових система. Посебно је речено да ће ракете Булава и РС-24 бити опремљене оваквим блоковима.
Велики развој ових блокова је заустављен због ступања на снагу споразума о ограничењу наоружања, престанка Хладног рата и распада СССР-а. Међутим, са обновом америчких радова на ПРО системима, званичници Руске Федерације су најавили наставак развоја ових система.
Разлози за маневрисање:
- Избегавање противракетне одбране.
- Повећање прецизности удара на циљ.

Иако су маневрисни блокови имали одређени развој, њихова производња је прекинута са завршетком Хладног рата и усвајањем споразума о ограничењу наоружања. Међутим, обнова америчког програма противракетне одбране довела је до нових истраживања у Русији, где је најављено да ће ракете Булава и РС-24 бити опремљене маневрисним бојевим блоковима.

#### Хибридни маневрисни бојни блок са хиперсоничним крстарећим пројектилом (МаРВ wитх ХСЦМ)
Од 2005. до 2008. године, Русија је известила о постојању маневарске бојеве главе на ракети Топол-М, која је способна да савлада напредне системе ПРО. Овај концепт подразумева да интерконтинентална балистичка ракета (ИЦБМ) испоручи хиперсонични крстарећи пројектил (ХСЦМ) до циља. Ракета излази из носећег конуса ракете након смањења брзине, а затим напада циљ нископрофилном путањом која је тешка за пресретање.

##### Функционалност хибридног система
- ИЦБМ доставља крстарећи пројектил у близину циља, који затим напада циљ на сложеној путањи, тешкој за пресретање.
- Овај концепт је погодан за извођење одмазде или превентивних удара против стратешки важних циљева.

Међутим, због малог броја оваквих система и њихове рањивости током патролних мисија, мобилне ИЦБМ су мање погодне за нападе на стратешке снаге противника.
- Бојеви блок Мк 6 ракете LGM-25C Titan II
- Прототип америчке ракете ИЦБМ, изгореле након проласка кроз густе слојеве атмосфере
- Бојева глава В-85 маневарске бојеве главе ракете Першинг 2 (уклоњен је главни део са радарским системом за навођење)

## Класификација одвојивих бојевих глава балистичких ракета
Одвојиве бојеве главе балистичких ракета развијене су као напредак у односу на неодвојиве главне делове, што је омогућило већу флексибилност и ефикасност у испоруци бојевих глава. Постоји неколико главних типова одвојивих бојевих глава балистичких ракета, а један од кључних облика је моноблок главна бојева глава.

### Моноблок главна бојева глава
Моноблок главна бојева глава је тип одвојиве бојеве главе која носи само један бојни блок. Овај облик главне бојеве главе је историјски први тип коришћен на стратешким балистичким ракетама. Његова употреба била је нужна због технолошких ограничења у раним фазама развоја балистичких ракета. Главни разлози за коришћење моноблок бојевих глава укључују:
- Ниска прецизност ракета: Првобитне балистичке ракете имале су врло ниску прецизност, а параметар Кружно вероватни одступак (КВО), који показује вероватноћу промашаја, износио је неколико километара. Због тога су биле потребне нуклеарне бојеве главе велике снаге како би се надокнадила нетачност и осигурала ефикасност напада.
- Велика снага нуклеарног пуњења: У раним фазама, технолошка ограничења у дизајну бојевих глава захтевала су употребу нуклеарних бојевих глава велике снаге, које су биле врло велике и тешке (до 2-3 тоне). Ова комбинација великог пуњења и ниске прецизности ограничила је капацитет ракета на једну бојеву главу.
- Велике димензије и маса бојевих блокова: Због великих димензија и масе тадашњих нуклеарних бојевих глава, било је готово немогуће монтирати више од једног бојног блока на ракету.

Предности моноблок главне бојеве главе:
- Једноставност дизајна: Моноблок главне бојеве главе су релативно једноставне у конструкцији, што их чини лакшим за производњу и имплементацију у раним балистичким ракетним системима.
- Велика снага појединачног удара: Због великих нуклеарних бојевих глава, једна ракета је могла изазвати огромну штету на циљу, чак и ако прецизност није била оптимална.

Недостаци моноблок главне бојеве главе:
- Ограничен капацитет: Због своје тежине и величине, ракета са моноблок главом могла је носити само један бојни блок, што је смањивало ефикасност у нападима на више циљева.
- Ниска прецизност: Како су балистичке ракете имале велику вероватноћу промашаја, била је потребна бојева глава са великим нуклеарним пуњењем како би се надокнадила ниска прецизност. Овај приступ је био неефикасан у поређењу са модерним системима који користе прецизније навођене бојеве главе.

Примери моноблок муниције:
- Међуконтиненталне балистичке ракете (ИЦБМ):

- СССР: Р-7 (прва совјетска интерконтинентална балистичка ракета), УР-100, Р-36 (позната по НАТО кодном имену СС-9 и СС-18 „Сотона“).
- САД: ХГМ-16 Атлас (прва америчка ИЦБМ), ХГМ-25А Титан И, ЛГМ-25Ц Титан ИИ, ЛГМ-30А Минутеман-И, ЛГМ-30Ф Минутеман-ИИ.

- Балистичке ракете лансиране са подморница (СЛБМ):

- СССР: Р-21, Р-27, Р-29.
- САД: Поларис А1, Поларис А2.

#### Развој моноблок бојевих глава у контексту историје
У раним фазама нуклеарне трке, балистичке ракете су играле кључну улогу у стратегијама одвраћања током Хладног рата. Прве интерконтиненталне балистичке ракете (ИЦБМ), као што су Атлас и Титан, биле су опремљене великим нуклеарним бојевим главама јер је њихова тачност била веома ограничена. Са КВО од неколико километара, било је немогуће постићи прецизност у погађању циљева, па је била неопходна употреба масивних нуклеарних бојевих глава како би се постигла ефикасност у уништавању циљева.
Због техничке несавршености саме конструкције бојеве главе, бојни блокови су били великих димензија и масе (до 2–3 тоне). Због тога је било тешко сместити више од једног бојног блока у једну ракету.
Совјетске ракете Р-7 и Р-36 такође су имале сличан дизајн и ограничења, јер су захтевале велике нуклеарне бојеве главе да би неутралисале непријатељске циљеве. Касније верзије, као што су Р-36М (позната под НАТО кодним називом СС-18 „Сотона“), задржале су моноблок бојеву главу, али су с временом постале платформе за модернизацију и развој вишеструких бојевих глава.
СЛБМ-ови као што су Поларис А1 и Поларис А2 у америчком арсеналу, и Р-27 и Р-29 у совјетском, представљали су моноблок бојеве главе, али су касније развијене верзије омогућиле инсталирање вишеструких бојевих глава (МИРВ) ради ефикаснијег напада на више циљева.
Моноблок главне бојеве главе су историјски важна фаза у развоју балистичких ракета и њихових бојевих глава. Ове бојеве главе су биле прилагођене ограничењима раних балистичких ракетних система, који су имали ниску прецизност и велику потребу за моћним нуклеарним бојевим главама. Иако су постепено замењене напреднијим системима са вишеструким бојевим главама, моноблок системи су играли кључну улогу у формирању нуклеарне стратегије током Хладног рата.

### Раздвојива бојева глава (РБГ)
Разделна главна бојева глава (РГЧ) омогућава ракети да носи више бојевих блокова (ББ), који се одвајају и нападају различите циљеве. Овај дизајн је значајан напредак у односу на моноблок бојеве главе, омогућавајући балистичким ракетама да буду ефикасније, јер могу нападати више циљева са једном ракетом. Развој РГЧ-а омогућио је стратешко коришћење ракета са више бојевих глава током Хладног рата и до данас остаје кључан део савремених балистичких ракета.

#### Брзи развој система управљања и конструкције бојевих глава
Напредак у технологији инерцијалне навигације и смањење димензија нуклеарних бојевих глава довели су до значајног смањења кружног вероватног одступања (КВО) и потреба за великим бојевим главама. Са напретком технологије, маса нуклеарних бојевих глава снаге од 200 до 500 килотона смањена је на око 300-500 кг, што је омогућило постављање више бојевих глава на једну ракету.

#### РГЧ распршујућег типа
РГЧ распршујућег типа (МРВ) био је један од првих покушаја да се више бојевих блокова постави на једну ракету. Како би бојеви блокови падали на различите циљеве, било је потребно обезбедити да сваки блок има своју посебну путању. Најједноставније техничко решење било је да се бојеви блокови једноставно распрше приликом одвајања.
Овај тип РГЧ-а радио је тако да се бојеви блокови, приликом одвајања, распршују у различитим правцима одређеном брзином, али систем управљања могао је да осигура прецизно навођење само једног бојног блока, док су остали блокови били усмерени ка циљевима на релативно малој удаљености једни од других. Овај тип РГЧ-а није био дуготрајан и убрзо је замењен напреднијим системима.
Примери муниције:
- Балистичке ракете лансиране са подморница (СЛБМ):

- СССР: Р-27У.
- САД: УГМ-27Ц Поларис А3.

#### РГЧ са блоковима индивидуалног навођења
Највећи напредак у развоју РГЧ-а је дошао са појавом МИРВ система, који омогућава индивидуално навођење сваког бојевог блока ка различитим циљевима. Овај систем користи посебан степен за раздвајање, који садржи систем за управљање и навођење, као и сопствене моторе за маневрисање. Главна функција овог степена је да постави сваки бојни блок на његову индивидуалну путању, чиме се омогућава прецизно гађање више циљева.

##### Механизам рада МИРВ система
Након што се одвоји последњи погонски степен балистичке ракете, степен за раздвајање преузима контролу и започиње маневре потребне за постављање бојевих блокова на њихове путање. Овај процес се одвија у неколико корака:
- Прво одвајање: Степен за раздвајање поставља први бојни блок на његову путању и одваја га.
- Маневрисање и одвајање: Степен се затим маневрише, прилагођава брзину и оријентацију како би одвојио следећи блок.
- Понављање: Овај процес се понавља за све бојеве блокове, све док сви блокови не буду постављени на своје циљеве.

Максималан број бојевих блокова који ракета са МИРВ системом може носити зависи од максималног корисног терета ракете и трајања рада степена за раздвајање.
- Примери МИРВ система:

- СССР: УР-100Н, МР УР-100, Р-36М, РТ-23 УТТКх, РС-24.
- САД: ЛГМ-30Г Минутеман-ИИИ, ЛГМ-118А Пеацекеепер (МX).

- СЛБМ-ови:

- СССР: Р-39, Р-29РМ, Р-29РМУ2, Р-30 Булава.
- САД: УГМ-73А Посеидон Ц3, УГМ-96А Тридент И Ц4, УГМ-133А Тридент ИИ Д5.

#### Ограничења и ефекти споразума о разоружању
Током Хладног рата, ракете са МИРВ системима су сматране врло ефикасним оружјем јер су омогућавале напад на више циљева једним лансирањем. У то време, оптимално је било да ракете носе око 10 бојевих блокова. Међутим, са споразумима о ограничењу наоружања, као што су СТАРТ споразуми, број бојевих блокова по ракети је значајно смањен.
Данас, балистичке ракете лансиране са копна (ИЦБМ) носе углавном само један бојни блок, док балистичке ракете лансиране са подморница (СЛБМ) носе до осам бојевих блокова. У просеку, савремене СЛБМ ракете носе око четири бојева блока, што је резултат споразума о смањењу нуклеарног наоружања.

## Електронске бојеве главе (ЕМП оружје)
Електронске бојеве главе (ЕМП оружје) – често означаване као ЕМП (електромагнетни пулс) оружје – представљају тип оружја који ствара снажан електромагнетни импулс, дизајниран да омета или уништи електронске уређаје и комуникационе системе на великом подручју. Овај тип оружја не уништава физичке објекте, већ онеспособљава електронску инфраструктуру, што га чини изузетно моћним у модерном добу, где зависност од електронике и дигиталних система игра кључну улогу у свакодневном животу, економији, војној и безбедносној сфери.
Електронске бојеве главе (ЕМП оружје) представљају моћно средство за паралисање непријатеља, фокусирајући се на уништавање или онеспособљавање електронских и комуникационих система. Било да је нуклеарног или ненуклеарног типа, ЕМП оружје је стратешки важно у модерном ратовању, посебно у ери дигитализације и зависности од електронике.
Иако је коришћење ЕМП оружја деструктивно за електронску инфраструктуру, оно не изазива директно уништење физичких објеката нити цивилних живота, што га чини контроверзним средством ратовања. Међутим, последице његовог коришћења, као што су дуготрајни прекиди струје, колапс комуникационих мрежа, економски колапс, па чак и прекид виталних услуга као што су здравствена нега и транспорт, могу довести до широко распрострањеног хаоса и људских жртава посредно.
Због тога, међународна заједница пажљиво прати развој овог типа оружја, а поједине земље спроводе политике и стратегије заштите како би смањиле своју рањивост на ЕМП нападе. Иако се тренутно ЕМП оружје не користи масовно у ратним сукобима, његова способност да неутралише непријатељске системе без директног уништавања чини га оружјем будућности са значајним војним потенцијалом.
ЕМП технологија је, дакле, кључна компонента у модерним војним стратегијама и представља изазов не само за војне системе, већ и за целокупну цивилну инфраструктуру која је све више зависна од електронских и дигиталних мрежа.
ЕМП оружје је једна од најмоћнијих технологија у арсеналу модерних држава. Док нуклеарни ЕМП представља снажну претњу, ненуклеарне верзије постају све софистицираније и доступније. Заштита од ових напада биће од пресудног значаја у будућим конфликтима, посебно у свету који постаје све зависнији од дигиталне инфраструктуре.

### Основни принцип рада ЕМП оружја
ЕМП (електромагнетни пулс) је краткотрајни, али изузетно интензиван налет електромагнетне енергије који може уништити или оштетити електричне и електронске уређаје, као и комуникационе системе, на великим удаљеностима. Главни механизам ЕМП-а функционише на основу наглог испуштања електромагнетног зрачења које индукује високонапонске струје у електронским уређајима. Ова индукована струја може изазвати прегревање, кратке спојеве или трајно оштећење деликатних електронских компонената.
ЕМП оружје може бити нуклеарно или ненуклеарно:
- Нуклеарни ЕМП (НЕМП): Изазван нуклеарном експлозијом на великим висинама (висинско нуклеарно тестирање).
- Ненуклеарни ЕМП (ННЕМП): Користи се без употребе нуклеарног пуњења и користи високофреквентне импулсе које генеришу специјализовани генератори.

#### Кратка историја развоја ЕМП оружја
ЕМП ефекти први пут су примећени током раних нуклеарних тестова. Током 1962. године, САД су извеле нуклеарни тест под називом "Starfish Prime", детонирајући нуклеарну бомбу на висини од око 400 километара изнад Пацифика. Експлозија је произвела ЕМП талас који је онеспособио електронику и комуникационе системе на стотине километара далеко, изазивајући кварове на улицама Хаваја, удаљених 1.400 километара од места експлозије. Овај тест показао је колико снажан ефекат може имати нуклеарни ЕМП, што је изазвало интересовање војних стратега за развој овог оружја као средства за паралисање непријатељских система без уништавања инфраструктуре.
Током Хладног рата, ЕМП је постао важан део стратегије нуклеарног одвраћања, јер би нуклеарна експлозија високо у атмосфери могла да онеспособи кључне компоненте инфраструктуре, као што су електричне мреже, комуникационе мреже, системи за навигацију и радарске инсталације, чиме би непријатељ био озбиљно хендикепиран у раним фазама конфликта.

### Врсте ЕМП оружја

#### Нуклеарни ЕМП (НЕМП)
Нуклеарни ЕМП се производи детонацијом нуклеарног оружја на високој надморској висини, изнад 30 km, где нуклеарна експлозија ствара интензивну гама радијацију. Ова гама радијација судара се са молекулима у горњим слојевима атмосфере, изазивајући Цомптонов ефекат – процес који ослобађа електроне из атома и ствара таласе електрона и електромагнетних поља. Ови електрони формирају огроман електромагнетни пулс који се шири у нижим слојевима атмосфере и на површини Земље, изазивајући озбиљне штете на неизолованој електроници и електричној инфраструктури.
Три компоненте нуклеарног ЕМП-а:
- Е1 компонента: Ово је најбржа и најинтензивнија компонента, која траје само неколико наносекунди. Е1 ствара високонапонске струје у електронским уређајима, изазивајући кварове у микропроцесорима, сензорима и комуникационим системима.
- Е2 компонента: Слична је природним муњама, али је мање опасна у поређењу са Е1 компонентом. Е2 може додатно оштетити системе већ ослабљене Е1 импулсом.
- Е3 компонента: Ова компонента траје дуже, неколико минута, и изазива геомагнетне ефекте који стварају струје у дугим електричним водовима. Е3 је посебно штетна за електроенергетске мреже и може изазвати трајна оштећења на трансформаторима и енергетским системима.

#### Ненуклеарни ЕМП (ННЕМП)
Ненуклеарни ЕМП оружје се развијало како би омогућило коришћење ЕМП-а без потребе за нуклеарним детонацијама. Ова врста оружја користи високонапонске пулсеве генерисане различитим техникама као што су микроталасни топови или експлозивни магнетни генератори. ННЕМП оружје може бити постављено на возила, авионе, или чак беспилотне летелице, и коришћено за прецизно онеспособљавање непријатељске електронике без изазивања директне физичке штете.

#### Микроталасно ЕМП оружје
Микроталасна верзија ЕМП оружја користи високоенергетске микроталасне зраке како би прецизно циљала и онеспособила електронске компоненте непријатеља. Ово оружје је развијено у сврху директног уништавања компјутерских мрежа и других електронских система на модерним бојним пољима.
- Микроталасни пулс може бити усмерен према специфичним циљевима, као што су радарски системи, електромреже или комуникациони центри.
- Примена: Овакво оружје се може користити на тактичком нивоу у војним операцијама, посебно у оквиру kyбер ратовања или електронског ратовања.

##### Примери ННЕМП оружја:
- Високофреквентни микроталасни топови (HPM - High Power Microwave) који емитују високоинтензивне електромагнетне импулсе способне да униште електронске системе непријатељских возила, радара, ракетних система и комуникационих мрежа.
- Експлозивно генерисани ЕМП (EFP - Explosive Flux Compression Generator), који користи конвенционалну експлозију за стварање краткотрајних, али интензивних импулса.

### Техничке карактеристике ЕМП оружја
ЕМП таласи се шире брзином светлости и могу да покрију велико подручје у врло кратком временском интервалу. Кључне техничке карактеристике укључују:
- Фреквенцијски опсег: ЕМП оружје може емитовати импулсе у веома широком фреквенцијском опсегу, од ниских фреквенција (нпр. радио таласи) до високих фреквенција (нпр. микроталаси). То омогућава широко распрострањено оштећење свих врста електронске опреме.
- Јачина поља: ЕМП оружје генерише електромагнетно поље високе јачине, обично у опсегу десетине до стотине киловолта по метру (kV/m). Таква јачина поља може изазвати оштећења у електронским уређајима чак и ако су они заштићени.
- Домет: Нуклеарни ЕМП може покрити подручје стотине или хиљаде километара у пречнику, док је домет ненуклеарног ЕМП оружја обично ограничен на неколико километара.

### Утицаји ЕМП-а на инфраструктуру и војску
ЕМП оружје има деструктивне ефекте пре свега на електронске уређаје и инфраструктуре:
- Електронски уређаји: Микропроцесори, рачунари, комуникациони уређаји, сензори и други електронски системи су веома осетљиви на ЕМП таласе. Чак и краткотрајни импулс може изазвати оштећења која су непоправљива.
- Електричне мреже: ЕМП може онеспособити трансформаторе, далеководе и друге кључне компоненте електроенергетских мрежа. Масовни колапс електроенергетских система могао би довести до дуготрајних несташица струје, чиме би се паралисала индустрија, комуникације и основне услуге. Високонапонски далеководи, трансформатори и системи за дистрибуцију енергије су веома осетљиви на ЕМП, што може довести до широко распрострањених нестанака струје.
- Комуникациони системи: Телефони, радијски системи, рачунари и мрежни системи су посебно рањиви на ЕМП нападе, што би могло оставити велике регионе без икакве могућности комуникације.
- Војни системи: Војни авиони, тенкови, радари и ракетни системи зависе од софистициране електронике која би могла бити онеспособљена ЕМП нападом. То би значајно смањило способност војске да се одбрани или изведе нападе. Модерна војска, која се у великој мери ослања на технологију, може бити потпуно парализована ЕМП нападом.
- Цивилна инфраструктура: Осим војске, ЕМП оружје може онеспособити и цивилне комуникационе мреже, сателите, транспортне системе, болничке уређаје и друге виталне уређаје, што може имати катастрофалне последице за цивилно становништво.

### Заштита од ЕМП-а
Због разарајућег ефекта ЕМП-а на електронске системе, развијени су различити начини заштите осетљивих уређаја:
- Фарадејев кавез: Један од најпознатијих начина заштите од ЕМП-а је коришћење Фарадејевог кавеза, који је метална структура која блокира електромагнетне таласе. Овај принцип се користи како би се заштитили кључни објекти, као што су војни командни центри и комуникационе мреже. Електронска опрема може бити заштићена унутар кавеза од проводног материјала који блокира електромагнетне таласе.
- ЕМП филтери: Инсталација филтера на критичним компонентама електричних система може помоћи у заштити од високофреквентних импулса.
- Оклопљени каблови и уређаји: Увођење оклопа на кабловима и уређајима помаже да се смањи утицај ЕМП-а, посебно у војним и индустријским окружењима.
- Заштитни уређаји: Постоје специјални уређаји за заштиту од пренапона који могу помоћи у заштити осетљивих електронских компоненти, спречавајући да их униште ЕМП таласи.
- Отпорност система: Модерни војни системи се све више дизајнирају са електромагнетном отпорношћу, која омогућава системима да издрже одређени ниво ЕМП-а без оштећења.

### Примене ЕМП оружја у савременом ратовању
ЕМП оружје се може користити у различитим војним сценаријима:
- Тактичке операције: На тактичком нивоу, ЕМП оружје може онеспособити непријатељске радаре, комуникационе системе, или електронске уређаје пре великих војних операција.
- Стратешко оружје: Нуклеарни ЕМП може бити коришћен као стратешко оружје за масовно онеспособљавање инфраструктуре непријатељске државе пре или током великог сукоба.
- Електронско ратовање: ЕМП оружје је такође део шире стратегије електронског ратовања, где се непријатељски системи ометају или уништавају путем електромагнетних таласа.

### Геополитички и војни значај ЕМП оружја
ЕМП оружје има значајан стратешки потенцијал, јер се може користити као средство за брзо паралисање непријатељске инфраструктуре без директног уништавања физичких објеката. У војним сценаријима, ЕМП напад може омогућити почетну доминацију у сукобу јер би онеспособљавање противничке комуникације и радара омогућило даља напредовања са смањеним отпором.
Геополитичка димензија: Неке земље, попут САД, Русије и Кине, развијају ЕМП оружја као део својих војних стратегија, док међународна заједница расправља о етици и потенцијалним последицама коришћења таквог оружја у модерном рату.

### Етика и правне импликације ЕМП оружја
Коришћење ЕМП оружја отвара многе етичке и правне расправе:
- Колатерална штета: Иако ЕМП оружје не убија директно, његова употреба може изазвати озбиљне последице по цивилно становништво, посебно ако онеспособи инфраструктуру, попут болница, водоснабдевања или електричних мрежа.
- Међународни закони: Тренутно постоје ограничени међународни закони који се баве ЕМП оружјем, али због његовог потенцијала да изазове масовне цивилне губитке, постоји потреба за већом регулацијом.

## Bibliografija
- Modževski (ur.), Jerži (1987). Enciklopedija vojne tehnike (II изд.). Varšava: Izdavačka kuća Ministarstva odbrane. ISBN 8311072752.